# صابر يا عم صابر (مسلسل)
صابر ياعم صابر هو مسلسل تليفزيوني مصري تم عرضه في التلفزيون عام 1988،وهو من بطولة فريد شوقي وكريمة مختار وتحية كاريوكا ورشوان توفيق ووائل نور وهالة فاخر ومحمود القلعاوي وموسيقى عمر خيرت

## ملخص القصة
عم صابر (فريد شوقي) يعمل سائقًا خاصًا لأحد الوزراء، ورغم طبيعة عمله إلا أنه يقاسي على نحو يومي من الارتفاع الجنوني للأسعار، ومطالب زوجته وأبنائه المستمرة التي لا تنتهي، والتي تثقل كاهله يومًا بعد يوم، ومع وصوله لسن المعاش تتأزم الحياة أكثر وأكثر، فيبدأ في البحث عن عمل آخر يمكنه من مواكبة تلك الأزمات الاجتماعية التي يعيش فيها.

## طاقم العمل
- فريد شوقي
- كريمة مختار
- رشوان توفيق
- يوسف العسال
- حسني عبدالجليل
- تحية كاريوكا [2]